# Galvanometro differenziale

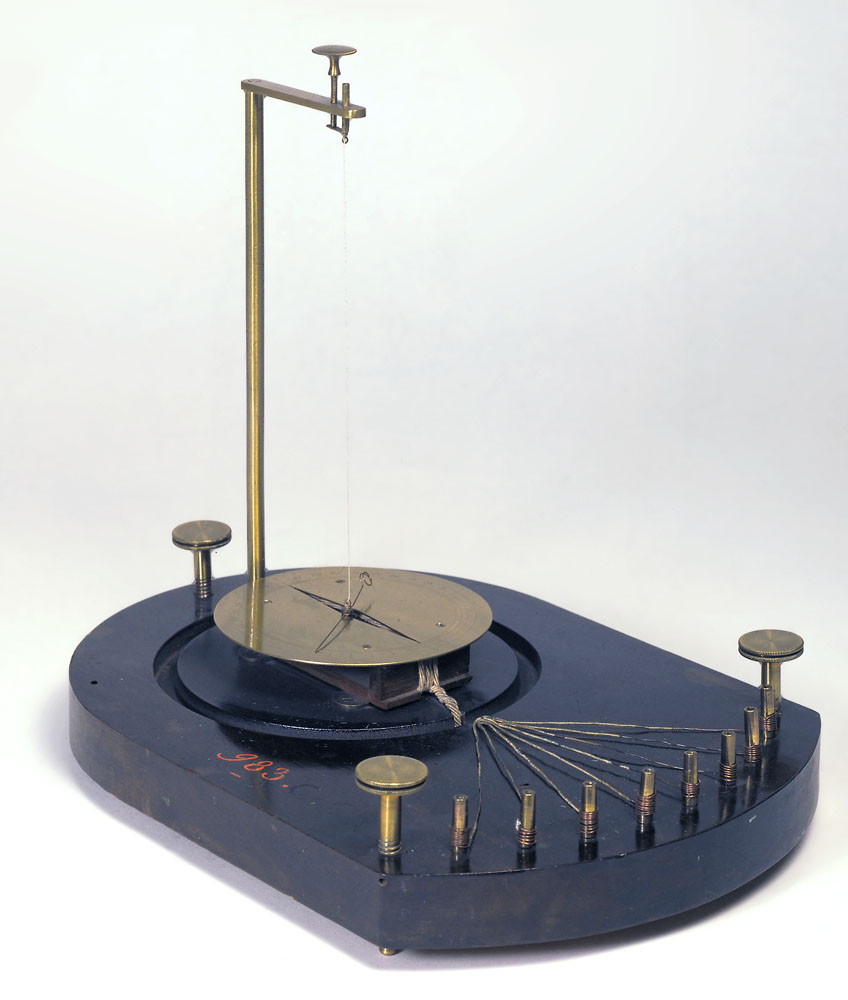
Galvanometro differenziale di Leopoldo Nobili al Museo Galileo di Firenze.

Il galvanometro differenziale è uno strumento utilizzato per la misura di deboli correnti, dotato di due circuiti separati.
Facendo percorrere i circuiti da correnti diverse in senso opposto, esse si annullano parzialmente e il loro effetto corrisponde a quello di una corrente uguale alla differenza fra le due correnti originali.